# Dorcadion glabriscapus
Dorcadion glabriscapus là một loài bọ cánh cứng trong họ Cerambycidae.